# Antoine Blain
Pour les articles homonymes, voir Blain (homonymie).

a Compétitions nationales et continentales officielles uniquement.

b Matchs officiels uniquement.
Antoine Blain, né le 24 décembre 1911 à Limoux et mort le 31 août 1973 à Perpignan, est un joueur et entraîneur français de rugby à XIII et de rugby à XV. Il obtient autant de succès en XV qu'en XIII en étant dans les deux codes international français. Après la Seconde Guerre mondiale, il devient le secrétaire général de la Fédération française de rugby à XIII et directeur des tournées du XIII de France de 1951, 1955, 1960 et 1964 ainsi que lors des éditions de la Coupe du monde 1954, 1957 et 1960.

## Biographie
Natif de Limoux, Antoine Blain pratique le rugby à XV dans sa ville natale. A l'occasion d'un stage au lycée de Carcassonne, il tente sa chance et intègre le club de l'AS Carcassonne avec succès. Il retourne faire profiter de son expérience à Limoux avant de retourner à Carcassonne. Il décroche sa première et unique capte international en équipe de France de rugby à XV en 1934 contre l'Allemagne.
Ancien joueur de rugby à XV , ayant participé aux débuts du rugby à XIII en France, Antoine Blain fut après la 2° Guerre mondiale un très grand dirigeant de la Fédération française de Rugby à XIII  (à l'époque "Jeu à XIII"). Secrétaire Général de 1950 à 1964, il était le grand patron administratif de la Fédération, bras droit des Présidents Paul Barrière puis Claudius Devernois. Il était également le manager de l'Equipe de France.
Il fut le directeur du XIII de France en Tournée en Australie et Nouvelle Zélande en 1951, 1955, 1960 et 1964.
Il épouse la fille de l'international français de rugby à XV Jean Sébédio avec qui il a un fils, Jean Blain. Ce dernier, après avoir pratiqué le rugby à XIII, a construit une grande carrière au volley-ball en tant que joueur puis président du club de volley-ball de Montpellier avec lequel il remporte trois titres de Championnat de France (1972, 1973 et 1975). Son petit-fils quant à lui, Philippe Blain, est devenu l'un des meilleurs joueurs français de volley-ball devenu ensuite le sélectionneur de l'équipe de France et de Pologne.

## Palmarès

### Rugby à XIII
- Collectif
  - Vainqueur de la Coupe d'Europe des nations : 1939 (France).

### Détails en sélection
| Matchs internationaux d'Antoine Blain en rugby à XIII | Matchs internationaux d'Antoine Blain en rugby à XIII | Matchs internationaux d'Antoine Blain en rugby à XIII | Matchs internationaux d'Antoine Blain en rugby à XIII | Matchs internationaux d'Antoine Blain en rugby à XIII | Matchs internationaux d'Antoine Blain en rugby à XIII | Matchs internationaux d'Antoine Blain en rugby à XIII | Matchs internationaux d'Antoine Blain en rugby à XIII | Matchs internationaux d'Antoine Blain en rugby à XIII | Matchs internationaux d'Antoine Blain en rugby à XIII | Matchs internationaux d'Antoine Blain en rugby à XIII | Matchs internationaux d'Antoine Blain en rugby à XIII |
|                                                       | Date                                                  | Adversaire                                            | Résultat                                              | Compétition                                           | Poste                                                 | Points                                                | Essais                                                | Pen.                                                  | Drops                                                 |                                                       |                                                       |
| ----------------------------------------------------- | ----------------------------------------------------- | ----------------------------------------------------- | ----------------------------------------------------- | ----------------------------------------------------- | ----------------------------------------------------- | ----------------------------------------------------- | ----------------------------------------------------- | ----------------------------------------------------- | ----------------------------------------------------- | ----------------------------------------------------- | ----------------------------------------------------- |
| sous les couleurs de la France                        |                                                       |                                                       |                                                       |                                                       |                                                       |                                                       |                                                       |                                                       |                                                       |                                                       |                                                       |
| 1                                                     | 16 janvier 1938                                       | Australie                                             | 11-16                                                 | Test match                                            | Deuxième ligne                                        | -                                                     | -                                                     | -                                                     | -                                                     |                                                       |                                                       |
| 2                                                     | 25 février 1939                                       | Angleterre                                            | 12-9                                                  | Coupe d'Europe                                        | Deuxième ligne                                        | -                                                     | -                                                     | -                                                     | -                                                     |                                                       |                                                       |
| 3                                                     | 16 avril 1939                                         | Pays de Galles                                        | 16-10                                                 | Coupe d'Europe                                        | Deuxième ligne                                        | 3                                                     | 1                                                     | -                                                     | -                                                     |                                                       |                                                       |